# Torneo Nacional de Boxeo Playa Girón 1995
Das Torneo Nacional de Boxeo Playa Girón 1995 wurde vom 3. bis zum 12. Januar 1995 in der Provinz Granma ausgetragen und war die 34. Austragung der nationalen kubanischen Meisterschaften im Amateurboxen.

## Medaillengewinner
Die Meistertitel wurden in zwölf Gewichtsklassen vergeben.
| Gewichtsklasse                  | Gold                   | Silber           | Bronze               |
| ------------------------------- | ---------------------- | ---------------- | -------------------- |
| Halbfliegengewicht (bis 48 kg)  | Yosvany Aguilera       | Maikro Romero    | Lázaro Urrutia       |
| Halbfliegengewicht (bis 48 kg)  | Yosvany Aguilera       | Maikro Romero    | Osvaldo Liranza      |
| Fliegengewicht (bis 51 kg)      | Raúl González          | Aldo Moreno      | Leonel Agustin López |
| Fliegengewicht (bis 51 kg)      | Raúl González          | Aldo Moreno      | Guillermo Pérez      |
| Bantamgewicht (bis 54 kg)       | Enrique Carrión        | Juan Despaigne   | Eulises Gainza       |
| Bantamgewicht (bis 54 kg)       | Enrique Carrión        | Juan Despaigne   | Daniel Regalado      |
| Federgewicht (bis 57 kg)        | Enrique Fonseca        | Arnaldo Mesa     | Yuri Echevarria      |
| Federgewicht (bis 57 kg)        | Enrique Fonseca        | Arnaldo Mesa     | Mario Kindelán       |
| Leichtgewicht (bis 60 kg)       | Lorenzo Aragón         | Julio González   | Juan C. Hernández    |
| Leichtgewicht (bis 60 kg)       | Lorenzo Aragón         | Julio González   | Jorge Ignacio García |
| Halbweltergewicht (bis 63,5 kg) | Héctor Vinent          | Victor Romero    | Yoel Delvas          |
| Halbweltergewicht (bis 63,5 kg) | Héctor Vinent          | Victor Romero    | Yoel Rojas           |
| Weltergewicht (bis 67 kg)       | Juan Hernández Sierra  | Freddy Dominguez | Pedro Sandoval       |
| Weltergewicht (bis 67 kg)       | Juan Hernández Sierra  | Freddy Dominguez | Felix Millares       |
| Halbmittelgewicht (bis 71 kg)   | Alfredo Duvergel       | Anibal Rodríguez | Julio Acosta         |
| Halbmittelgewicht (bis 71 kg)   | Alfredo Duvergel       | Anibal Rodríguez | Offany Suárez        |
| Mittelgewicht (bis 75 kg)       | Ariel Hernández        | Carlos Romero    | Waitabo Rivera       |
| Mittelgewicht (bis 75 kg)       | Ariel Hernández        | Carlos Romero    | Leonidas Laffargue   |
| Halbschwergewicht (bis 81 kg)   | Juan Carlos Gómez      | Dihosvany Vega   | Moises Ruíz          |
| Halbschwergewicht (bis 81 kg)   | Juan Carlos Gómez      | Dihosvany Vega   | Amaury Campanioni    |
| Schwergewicht (bis 91 kg)       | Félix Savón            | Freddy Rojas     | Michel López         |
| Schwergewicht (bis 91 kg)       | Félix Savón            | Freddy Rojas     | Pedro Montalvo       |
| Superschwergewicht (über 91 kg) | Leonardo Martínez Fizz | Pedro Carrión    | Alexis Rubalcaba     |
| Superschwergewicht (über 91 kg) | Leonardo Martínez Fizz | Pedro Carrión    | Osvaldo Castillo     |